# خباب مولى عتبة بن غزوان
خباب مولى عتبة بن غزوان صحابي كان موالي عتبة بن غزوان، كنيته أبا يحيى، آخى رسول الله - صلى الله عليه وسلم - بينه وبين تميم مولى خراش بن الصمة. وشهد بدرا وأحدا والخندق والمشاهد كلها مع رسول الله - صلى الله عليه وسلم - وتوفي سنة تسع عشرة. وهو يومئذ ابن خمسين سنة. وصلى عليه عمر بن الخطاب بالمدينة.. ذكر ابن إسحاق فيمن شهد بدرا من حلفاء بني نوفل بن عبد مناف. لا عقب له، ولا رواية.